# Leif Eriksson (football)
Pour l'explorateur islandais, voir Leif Erikson.
Leif Eriksson (né le 20 mars 1942) est un footballeur suédois des années 1960 et 1970. Il était attaquant. Après sa carrière de footballeur il est devenu entraineur. 

## Biographie
Leif Eriksson est international suédois à 49 reprises (1962-1972) pour 12 buts.
Il participe à la Coupe du monde de football de 1970. Il est titulaire contre l'Italie, ne joua pas contre Israël, et il est de nouveau titulaire contre l'Uruguay. La Suède est éliminée au premier tour.
Il joua dans trois clubs suédois (Djurgårdens IF, IK Sirius et Örebro SK) et deux clubs français (OGC Nice et AS Cannes). Il remporte deux championnats suédois.

## Clubs
- 1960-1966 :  Djurgårdens IF
- 1967-1968 :  IK Sirius
- 1969-1970 :  Örebro SK
- 1970-1975 :  OGC Nice
- 1975-1976 :  AS Cannes

## Palmarès
- Championnat de Suède de football

- - Champion en 1964 et en 1966
  - Vice-champion en 1962

- Championnat de France de football
  - Vice-champion en 1973